# Dwight
Dwight  è un nome proprio di persona inglese maschile

## Origine e diffusione
Riprende l'omonimo cognome inglese, derivato da Diot, un diminutivo medio inglese del nome Dionisia. Negli Stati Uniti era occasionalmente dato in onore del preside di Yale Timothy Dwight IV.

## Persone

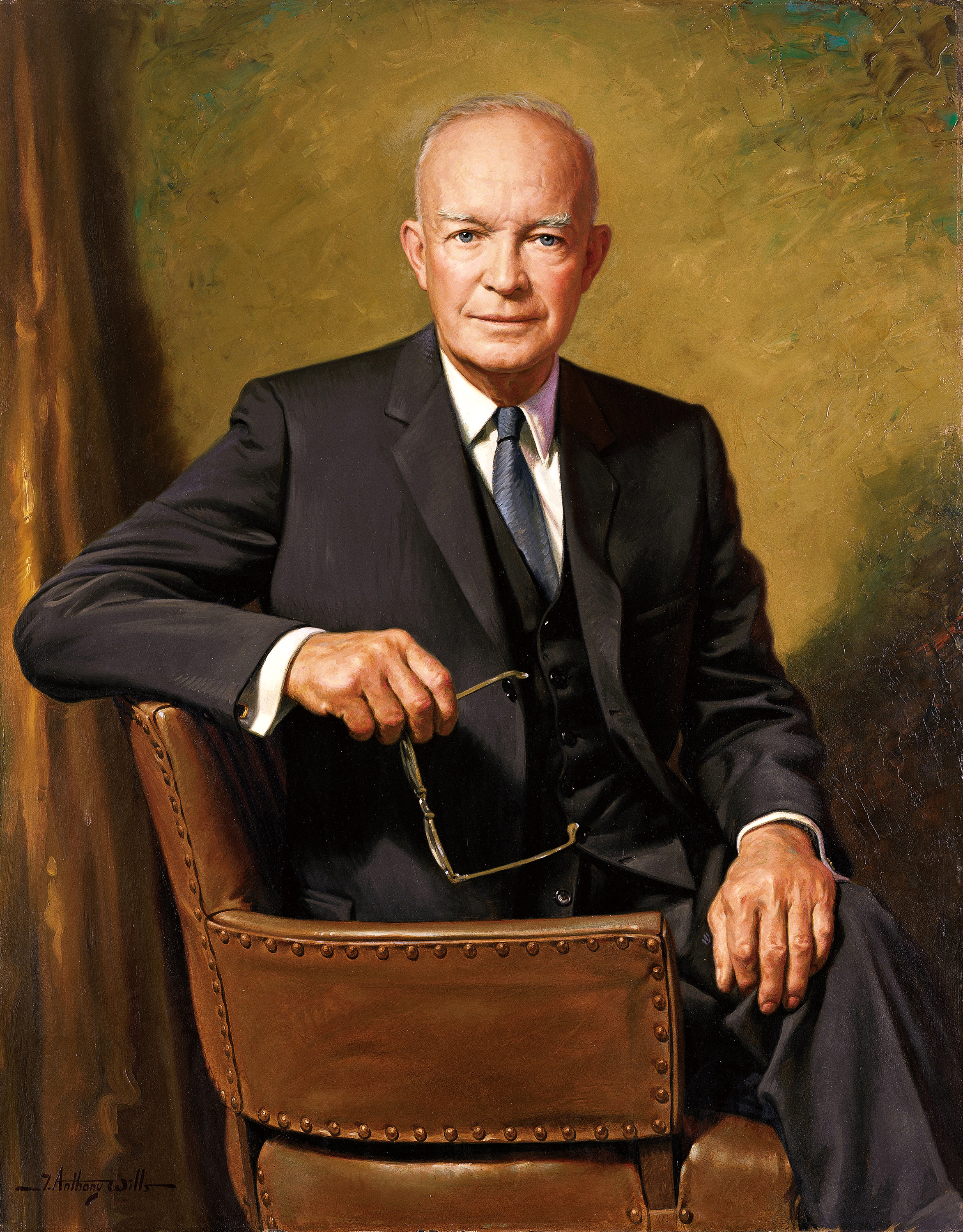
Dwight D. Eisenhower

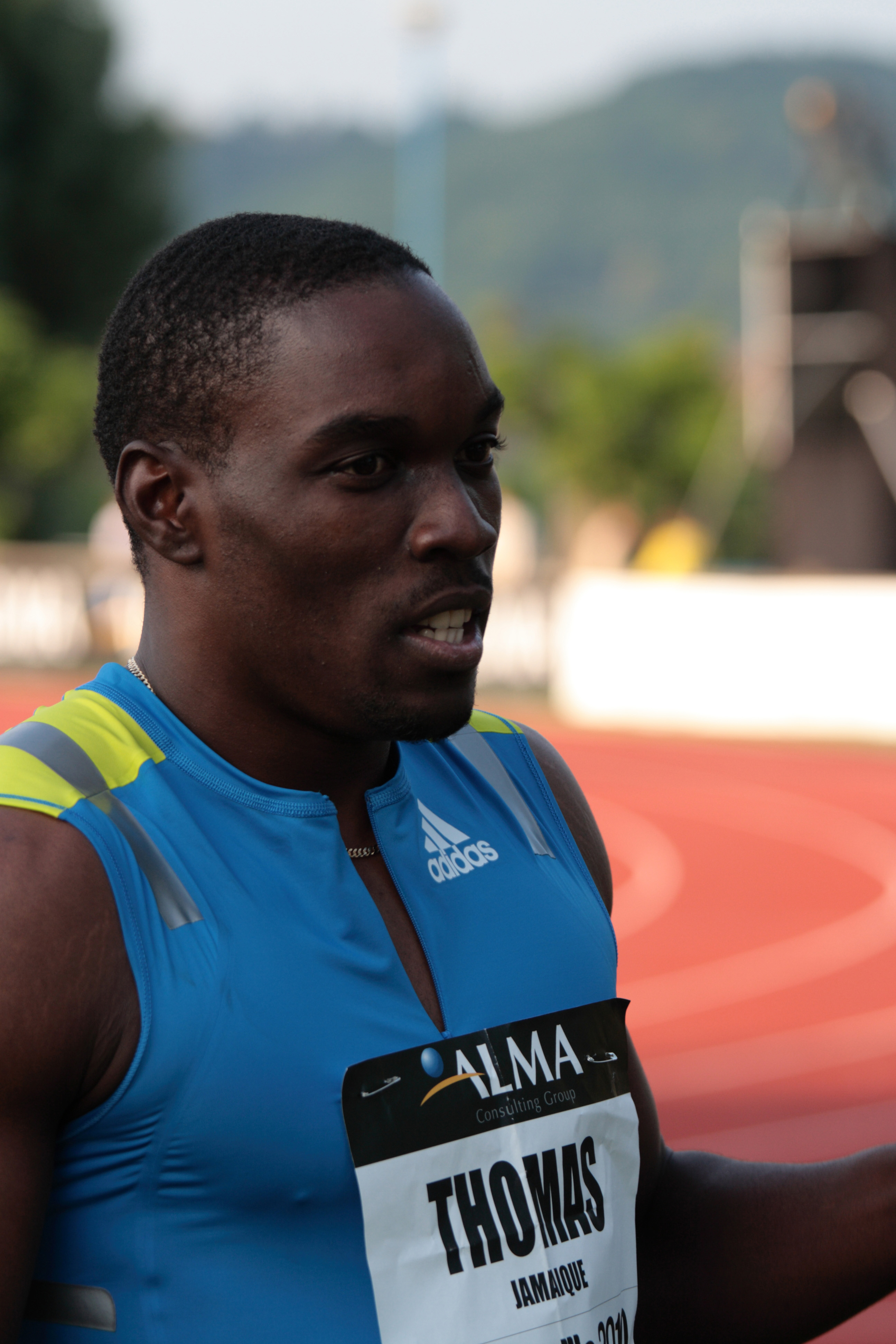
Dwight Thomas

- Dwight Davis, cestista statunitense
- Dwight D. Eisenhower, generale e politico statunitense
- Dwight Filley Davis, tennista e politico statunitense
- Dwight Freeney, giocatore di football americano statunitense
- Dwight Frye, attore statunitense
- Dwight Howard, cestista statunitense
- Dwight Jones (1952), cestista statunitense
- Dwight Jones (1961), cestista statunitense
- Dwight Lamar, vero nome di Bo Lamar, cestista statunitense,
- Dwight H. Little, regista statunitense
- Dwight Macdonald, scrittore, filosofo e sociologo statunitense
- Dwight L. Moody, evangelista ed editore statunitense
- Dwight Morrison, vero nome di Red Morrison, cestista statunitense,
- Dwight Pezzarossi, calciatore guatemalteco
- Dwight Phillips, atleta statunitense
- Dwight Muhammad Qawi, pugile statunitense
- Dwight Rhoden, coreografo e ballerino statunitense
- Dwight Schultz, attore e doppiatore statunitense
- Dwight Stones, atleta e commentatore televisivo statunitense
- Dwight Thomas, atleta giamaicano
- Dwight Tiendalli, calciatore olandese
- Dwight Walton, cestista canadese
- Dwight Yoakam, cantautore e attore statunitense
- Dwight Yorke, calciatore trinidadiano

## Il nome nelle arti
- Dwight è un personaggio del fumetto e della serie televisiva The Walking Dead
- Dwight Harris è un personaggio della serie televisiva I Soprano.
- Dwight McCarthy è un personaggio della serie a fumetti Sin City.
- Dwight Mendenhall è un personaggio della serie televisiva Saranno famosi.
- Dwight Riley è un personaggio della serie di film Scream.
- Dwight Schrute è un personaggio della serie statunitense del 2005 The Office.
- Dwight Stifler è un personaggio della serie di film American Pie.